# Mathéo Tuscher
Pas d'image ? Cliquez ici
Mathéo Tuscher, né le 12 décembre 1996 à Noville, est un ancien pilote de course automobile franco-suisse.

## Carrière

### Karting
Mathéo Tuscher commence le karting en 2004, en concourant dans son pays natal. Il remporte le championnat suisse de KF3 en 2008 et 2009.

### Formula Pilota China
En 2011, alors âgé de 14 ans, Mathéo Tuscher réalise ses débuts en monoplace. Il prend part au nouveau championnat de Formula Pilota China, qui se dispute en Asie sous licence tchèque dans l’équipe Jenzer Welch Asia Racing. Dominateur dès le début de saison, Mathéo Tuscher remporte huit courses lors des six meetings. Il est sacré champion.

### Championnat de Formule 2 FIA
En 2012, Mathéo Tuscher intègre le championnat de Formule 2. À 15 ans, il devient le plus jeune pilote de cette discipline, réapparue de 2009 à 2012. Lors de ses débuts à Silverstone, Mathéo Tuscher signe la pole position avec une marge de deux dixièmes de seconde sur son poursuivant direct, le Britannique Luciano Bacheta.
Lors des deux courses du week-end, il termine sixième et cinquième. Il a ensuite décroché son premier podium dans la catégorie lors de la manche suivante à Algarve en terminant deuxième des deux courses.
Au Castellet, lors de la première course du week-end, il s'élance de la pole position pour la troisième fois de la saison et décroche sa première victoire, devenant le plus jeune vainqueur à s'imposer en Formule 2.
Ces belles opérations lui ont permis de terminer vice-champion.

### Formula Renault 3.5 Series
Mathéo Tuscher réalise ses débuts en Formula Renault 3.5 Series à Motorland Aragón, en remplacement d’Emmanuel Piget dans l’équipe Zeta Corse. Cette pige ne s'est pas transformée en contrat pour la saison complète.

### GP3 Series
En 2014, Mathéo Tuscher intègre le championnat de GP3 Series dans l'équipe suisse Jenzer Motorsport. Dès la première manche, au Circuit de Barcelone-Catalogne, Mathéo Tuscher s'est classé deuxième de la deuxième course du championnat.

### Championnat du monde d'endurance FIA
Lors de la saison 2015, il participe à deux courses du Championnat du monde d'endurance au sein du Rebellion Racing. L'année suivante, il est engagé à plein temps dans la même équipe, et termine 3e des deux premières courses.

## Résultats

### Résumé
| Saison | Championnat                      | Écurie                   | Courses | Victoires | Pole positions | Meilleurs tours | Podiums | Points | Classement |
| ------ | -------------------------------- | ------------------------ | ------- | --------- | -------------- | --------------- | ------- | ------ | ---------- |
| 2011   | Formula Pilota China             | Jenzer Welch Asia Racing | 12      | 8         | 10             | 8               | 9       | 189    | Champion   |
| 2012   | Formule 2                        | MotorSport Vision        | 16      | 2         | 4              | 1               | 9       | 210    | 2e         |
| 2013   | Formula Renault 3.5 Series       | Zeta Corse               | 2       | 0         | 0              | 0               | 0       | 0      | 30e        |
| 2014   | GP3 Series                       | Jenzer Motorsport        | 18      | 0         | 0              | 0               | 1       | 29     | 12e        |
| 2015   | GP3 Series                       | Jenzer Motorsport        | 18      | 0         | 0              | 0               | 0       | 22     | 13e        |
| 2015   | Championnat du monde d'endurance | Rebellion Racing         | 2       | 1         | 2              | 0               | 1       | 25     | 32e        |
| 2016   | Championnat du monde d'endurance | Rebellion Racing         | 9       | 0         | 0              | 0               | 2       | 66,5   | 7e         |